# Rue du Général-de-Larminat
La rue du Général-de-Larminat est une rue du 15e arrondissement de Paris.

## Situation et accès
La rue est résidentielle.
Fait remarquable, c’est une des rares rue en T de Paris.

## Origine du nom

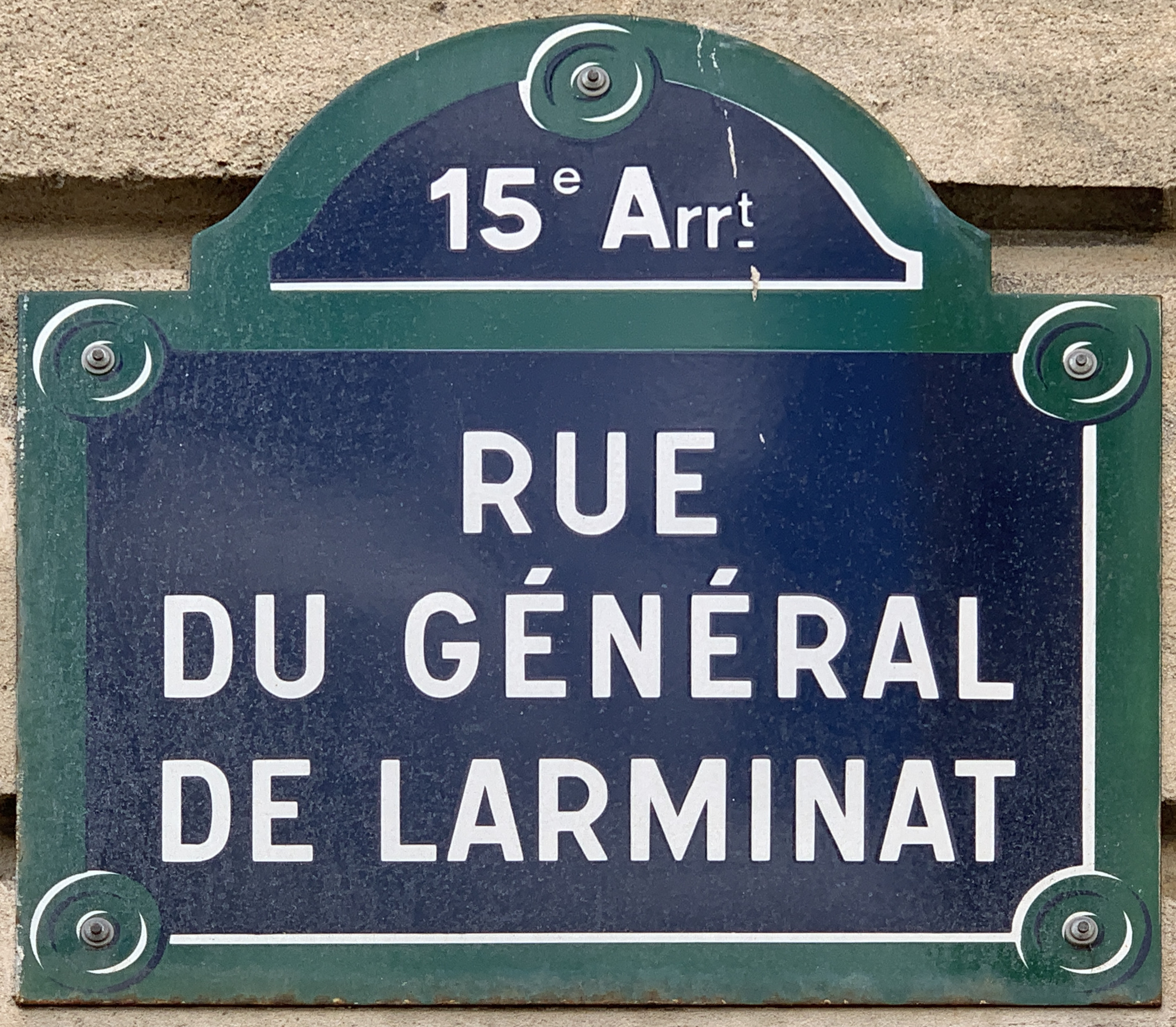
Plaque de la rue.

Elle rend honneur au général Edgard de Larminat (1895-1962), du fait que la voie se trouve à proximité du siège de l’Association des Français libres dont le général de Larminat a été le président.

## Historique
La partie de la rue qui a été ouverte entre l'avenue de Champaubert et l'avenue de La Motte-Picquet, en 1912, sous le nom de « square du Champ-de-Mars » du fait de sa proximité avec le grand espace non ædificandi a été classée dans la voirie de Paris par arrêté du 1er septembre 1932.
Elle s'étend sur une partie du terrain qui a été occupé par la reconstitution de la forteresse de la Bastille construite entre l'avenue de Suffren et le boulevard de Grenelle pour l'Exposition universelle de Paris de 1889, à l'occasion du centenaire de la prise du bâtiment par les révolutionnaires.
La partie comprise entre l'avenue de Champaubert et la rue d'Ouessant, ouverte ultérieurement, a été classée dans la voirie parisienne par arrêté du 29 août 1969. 
L'ensemble de la voie est renommée « rue du Général-de-Larminat » par arrêté du 28 avril 1971.

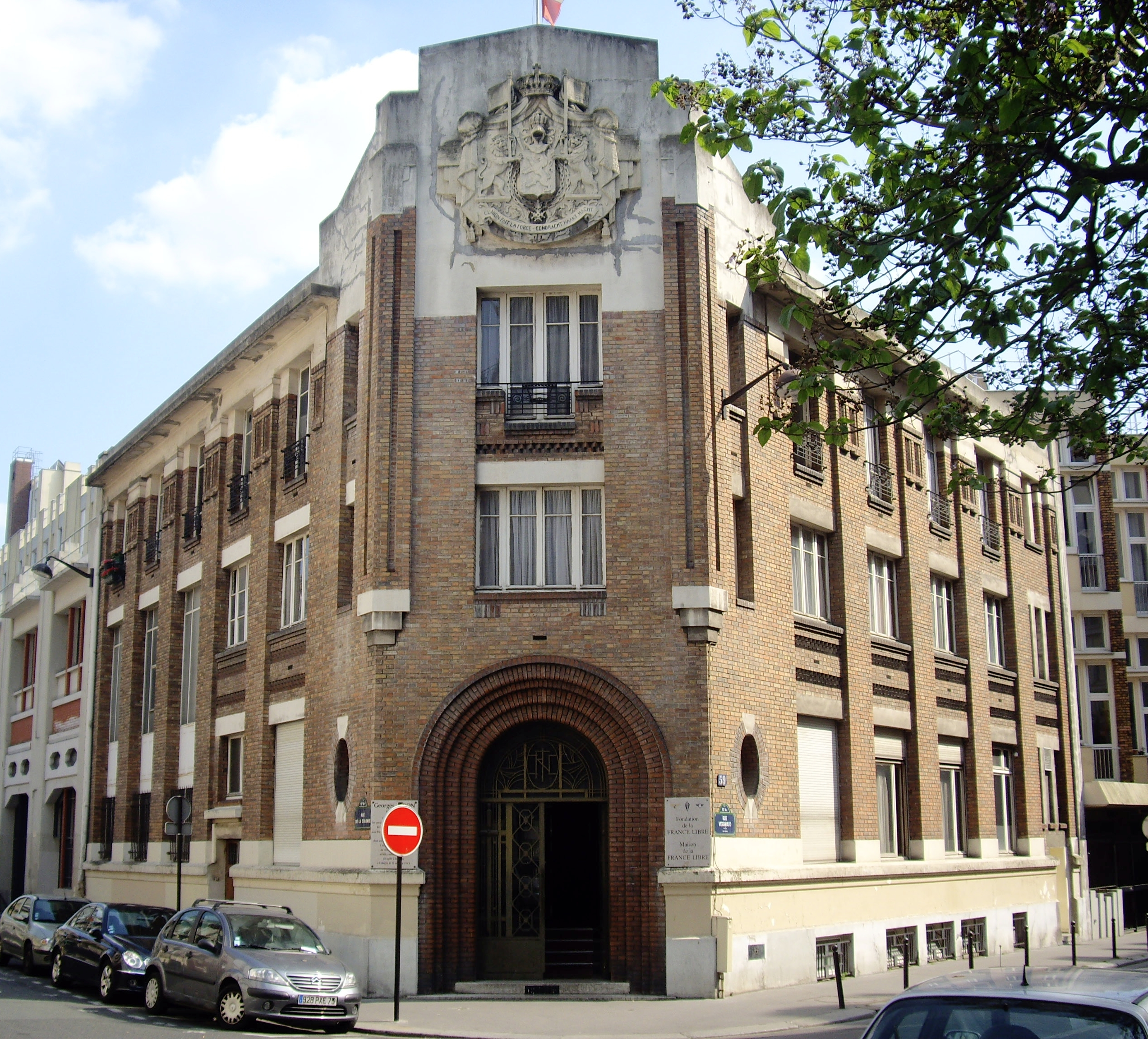
L'immeuble du 59, rue Vergniaud, siège de l'Association des Français libres puis de la Fondation de la France libre de 1979 à 2015.